# 애슐리 로버츠
애슐리 로버츠(Ashley Roberts, 1981년 9월 14일 ~ )는 미국의 가수이며, 걸 그룹 푸시캣 돌스의 멤버이다.

## 음반 목록
솔로
- Butterfly Effect (2014)

## 필모그래피
- 2005년 《쿨!》 - 푸시캣돌스역
- 2008년 《메이크 잇 해펀》 - Brooke역